# Мунгрева къща
Мунгрева къща (на гръцки: Αρχοντικό Μούγγρη) е историческа постройка в град Негуш (Науса), Гърция.

## История
Къщата е разположена на улица „Софрониос“ № 2, улица „Патриархис Атинагорас“ и площад „Арматоли“ в традиционната махала Пуляна. Няма запазен източник за датата на изграждане, но по косвени данни тя е в последната четвърт на XIX век. Собствениците до 70-те години на XX век семейство Мунгрис са активни участници в Гръцката въоръжена пропаганда в Македония в началото на века. В 2002 година къщата е обявена за паметник на културата като добър пример за традиционна архитектура, заедно с цялата махала.

## Архитектура
Къщата заема западната част на парцела, разположен между „Софрониос“ и „Патриархис Атинагорас“, като останалата част е двор с 20 cm над нивото на „Софрониос“. Има типична за времето си архитектура, като се състои от каменно приземие, каменен първи етаж и паянтов втори. На първия етаж към двора гледа полуотворен покрит чардак, а на втория има еркерно издадени триъгълен затворен чардак към „Софрониос“. Покривът е с керемиди и следва периметъра на сградата.
Приземието има площ от 207,57 m2. Иззидано е от камъни, като стените са дебели 0,70 m към трите улици и 0,20 – 0,25 cm към двора. То влкючва полууоткрито пространство с покрив, като продължение на двора, входа към етажите нагоре, складови помещения и помещение с независим вход откъм площад „Арматоли“, използвано като магазил или склад. Първият етаж с площ 207,57 m2 също е каменен, но вътрешните му стени са по-фини. Състои се от малка зала, в която излиза стълбата от приземието, и от която започва голяма дървена стълба с парапети за втория етаж, една главна зимна всекидневна с камина, кухня и между тях хигиенно помещение с достъп от двете помещения. На същото ниво има голям полуотворен чардак обърнат към двора и спомагателни складови пространства, които се използват за копринена работилница.
Вторият етаж е с площ 211,52 m2. Каменна е само стената му към „Патрархис Атинагорас“, а останалите са паянтов градеж, като към „Софрониос“ има триъгълен затворен чардак. Разделен на две големи нива, с разлика във височината от около 0,70 cm, които са свързани чрез стълби. Етажът включва голяма зала от южната страна и четири стаи с висок таван стаи, във всяка от които има камина, а между тях има килери. Височината е около 3,30 m, а таваните са дъсчени. Вратите на стаите са двойни, дървени с внимателно изработени каси. Таванът е с греди, а покривът трискатен.
Приземният етаж освен вратата към двора има врата към площада и два малки прозореца към „Патрархис Атинагорас“. Първият етаж има по два големи прозореца към „Софрониос“ и към площад „Арматоли“, два по-обикновени към „Атенагорас“ за кухнята заедно с вентилационен отвор. Чардакът на втория етаж е на дървени греди. На етажа има големи прозорци с дървени рамки. Зидарията е с дървени сантрачи.